# Spectrovenator
Spectovenator („vânător fantomă”) este o specie bazală de abelisauride care trăia în perioada cretacică aproximativ 125 milioane de ani în urmă în Brazilia și descris în 2020.  

## Descriere

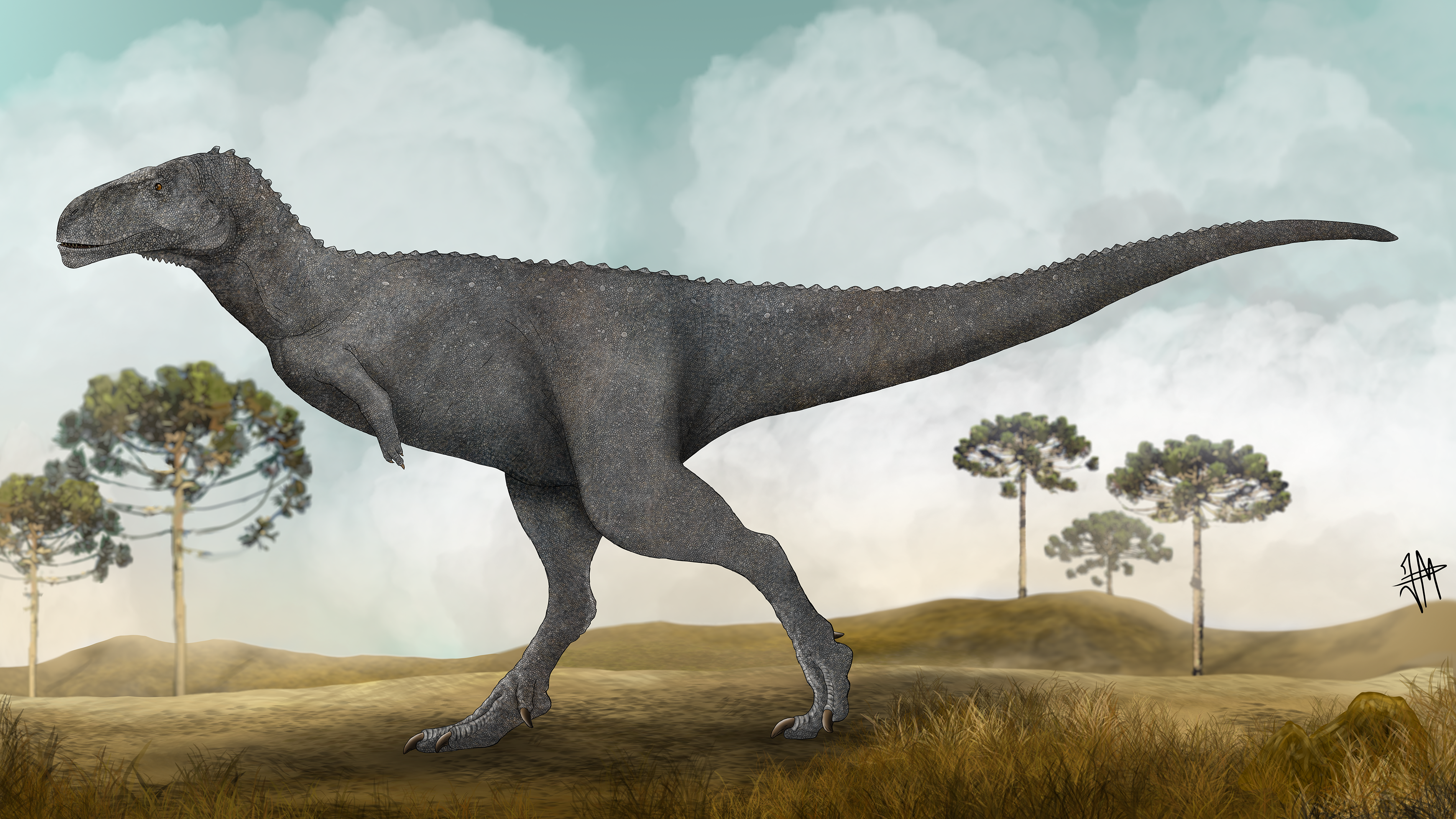
Restaurare a vieții

Cunoscut doar după un singur specimen MZSP-PV 833 descoperit în Formația Quiricó. Specimenul constă dintr-un craniu aproape complet, o serie parțială de vertebre cervicodorsale cu coaste, un sacru complet, o serie parțială de vertebre caudale și oase posterioare și de șold complet conservate.
Craniul bine conservat posedă mai multe caracteristici care arată că este un taxon de tranziție între abelisauridele jurasice mai primitive și abelisauridele mai tinere din Cretacicul târziu. Împărtășește mai multe trăsături craniene cu Rugops, și cu alți abelisaurizi bazali, indicând o poziție similară pe arborele evolutiv. Comparativ cu taxonii târzii, Spectrovenator nu avea adaptări care permiteau o cameră mai largă pentru mușchii maxilarului inferior și alte caracteristici plesiomorfe sau ancestrale în regiunea temporală a craniului, cum ar fi o suprafață parietală largă între fosele supratemporale și un proces scuamosal îngust și alungit al postorbitalului. Acest lucru indică faptul că Spectrovenator a avut probabil o forță de mușcătură mai slabă decât mare parte a abelisauridelor derivate, ceea ce ne dă o teorie conform căreia forța mușcăturii la abelisauride a crescut pe parcursul evoluție.